# Nardcore
Nardcore es un movimiento dentro del hardcore punk nacido en California, a principios de los años 1980, en la zona conocida como Playa de SilverStrand. Su símbolo distintivo es una letra "O" en rombo con dos aspas cruzándolas.
El nombre deriva de la ciudad donde nació este movimiento, Oxnard o "the 'nard", de donde surgieron bandas como  Stäläg 13, Dr. Know, Ill Repute, Agression, False Confession y  (R.K.L) Rich Kids on LSD, que fueron grandes exponentes del movimiento hardcore punk a principios de los años 80. Aparecen a raíz de los grupos punk rock y relacionados con el skateboard de la zona, aunque rápidamente se los cataloga como nardcore. Gran parte de las bandas se concentraron, inicialmente, en el sello discográfico Mystic Records.
- Datos: Q10750971